# Cheryl Miller
Cheryl D. Miller (nacida el 3 de enero de 1964 en Riverside, California) es una exjugadora de baloncesto estadounidense. Con 1.87 de estatura, su puesto natural en la cancha era el de alero. Es la hermana del también profesional Reggie Miller. Desde 2016 es la entrenadora del equipo femenino de Cal State Los Angeles Golden Eagles de la División II de la NCAA.